# Combat d'Inaghalawass
Guerre du Mali
Batailles
Le combat d'Inaghalawass a lieu le 14 février 2018, lors de la guerre du Mali.

## Déroulement
Dans la nuit du 13 au 14 février 2018, des combats opposent l'armée française et les djihadistes près de l'oued d'Inaghalawass, entre Boghassa et Tinzawatène, à 900 mètres de la frontière algérienne,. Entre 4h40 et 5h20, une opération est alors menée par les Français contre trois objectifs dans ce secteur. Ces trois objectifs font alors l'objet de frappes aériennes simultanées,. Les Français mobilisent cinq chasseurs Mirage 2000, deux hélicoptères Tigre et un hélicoptère Gazelle. Un assaut héliporté est ensuite lancé avec l'appui des hélicoptères Tigre,. L'attaque est menée par les forces spéciales du dispositif « Sabre » et par des troupes de la force Barkhane.

## Pertes
Le 14 février, l'état-major de l'armée française annonce qu'une vingtaine de « terroristes » ont été tués ou capturés et trois de leurs véhicules détruits. Le 17 février, le Chef d'État-Major des armées, le général François Lecointre, donne un bilan un peu plus détaillé et annonce que 23 djihadistes ont été tués ou faits prisonniers. Les Français ne déplorent quant à eux aucune perte selon le porte-parole de l'état-major, le colonel Patrik Steiger.
Une source sécuritaire étrangère de l'AFP présente au Mali fait quant à elle état de 10 à 17 morts pour les djihadistes,. Une source sécuritaire malienne de Libération affirme pour sa part qu'« une dizaine de jihadistes ont été tués et 14 ont été appréhendés ».
Parmi les morts figure également Malick Ag Wanasnat, ancien colonel de l'armée malienne et proche lieutenant d'Iyad Ag Ghali,,,, Abdallah Ag Oufata, ancien maire de Boghassa et Sidi Mohamed Ougana, un prédicateur.
Le Groupe de soutien à l'islam et aux musulmans annonce également le 3 mars 2018 qu'Abou Hassan al-Ansari a été tués lors des combats à Inaghalawass ; il affirme alors avoir mené l'attaque de Ouagadougou en représailles à sa mort. Au total, dans son communiqué le groupe annonce la mort de six chefs dans le combat du 14 février : Mohamed Ould Nouini, dit Hassan al-Ansari ; Sidi Mohamed Ag Ougana, dit Abou Habib ; Cheikh Abou Ahmed al-Fulani ; Malick Ag Wanasnat, dit Abou Tayib ; Abdallah Ag Oufata, dit Abou Omar ; et Tariq al-Soufi.